# Montauban-de-Picardie
Montauban-de-Picardie és un municipi francès situat al departament del Somme i a la regió dels Alts de França. L'any 2007 tenia 214 habitants.

## Demografia

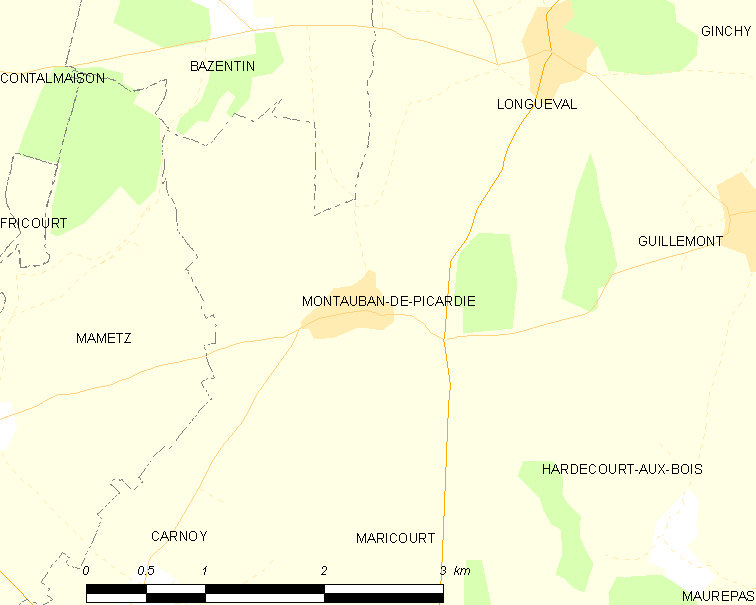
mapa del municipi

### Població
El 2007 la població de fet de Montauban-de-Picardie era de 214 persones. Hi havia 88 famílies de les quals 28 eren unipersonals (16 homes vivint sols i 12 dones vivint soles), 20 parelles sense fills, 32 parelles amb fills i 8 famílies monoparentals amb fills.
La població ha evolucionat segons el següent gràfic:

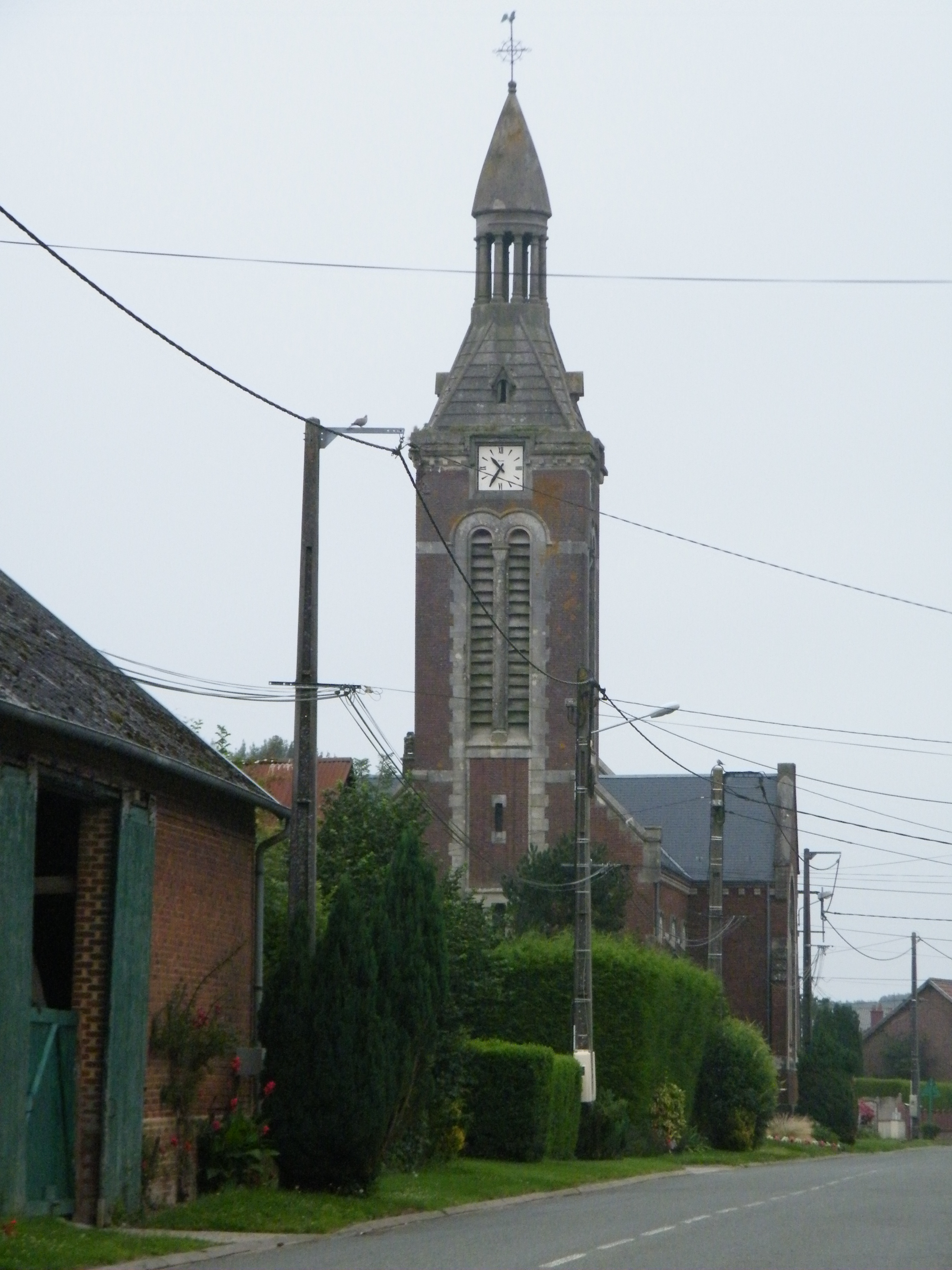

Habitants censats

### Habitatges
El 2007 hi havia 95 habitatges, 85 eren l'habitatge principal de la família, 6 eren segones residències i 4 estaven desocupats. 92 eren cases i 2 eren apartaments. Dels 85 habitatges principals, 73 estaven ocupats pels seus propietaris, 11 estaven llogats i ocupats pels llogaters i 1 estava cedit a títol gratuït; 1 tenia una cambra, 7 en tenien dues, 18 en tenien tres, 22 en tenien quatre i 37 en tenien cinc o més. 75 habitatges disposaven pel capbaix d'una plaça de pàrquing. A 31 habitatges hi havia un automòbil i a 44 n'hi havia dos o més.

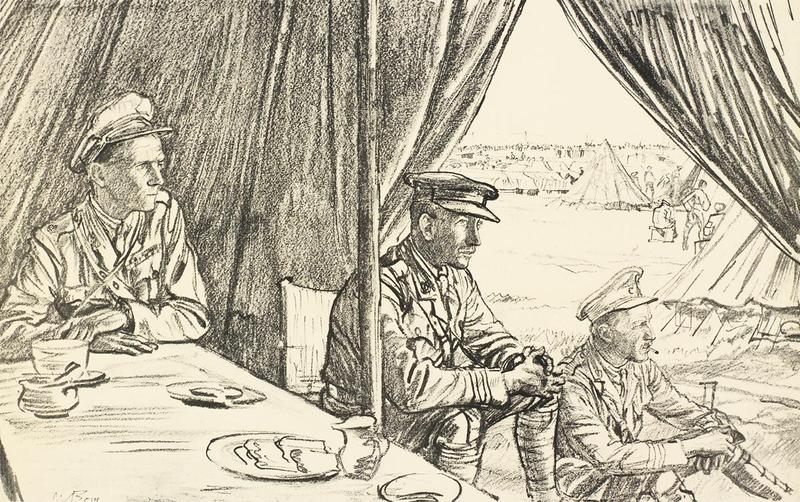

### Piràmide de població
La piràmide de població per edats i sexe el 2009 era:
| Homes | Edats   | Dones |
| ----- | ------- | ----- |
| 0     | 95 o +  | 0     |
| 0     | 90 a 94 | 0     |
| 0     | 85 a 89 | 0     |
| 0     | 80 a 84 | 0     |
| 4     | 75 a 79 | 4     |
| 4     | 70 a 74 | 0     |
| 12    | 65 a 69 | 8     |
| 0     | 60 a 64 | 4     |
| 4     | 55 a 59 | 12    |
| 4     | 50 a 54 | 4     |
| 8     | 45 a 49 | 0     |
| 8     | 40 a 44 | 16    |
| 8     | 35 a 39 | 8     |
| 0     | 30 a 34 | 8     |
| 4     | 25 a 29 | 0     |
| 4     | 20 a 24 | 12    |
| 12    | 15 a 19 | 8     |
| 16    | 10 a 14 | 4     |
| 8     | 5 a 9   | 8     |
| 0     | 0 a 4   | 4     |

## Economia

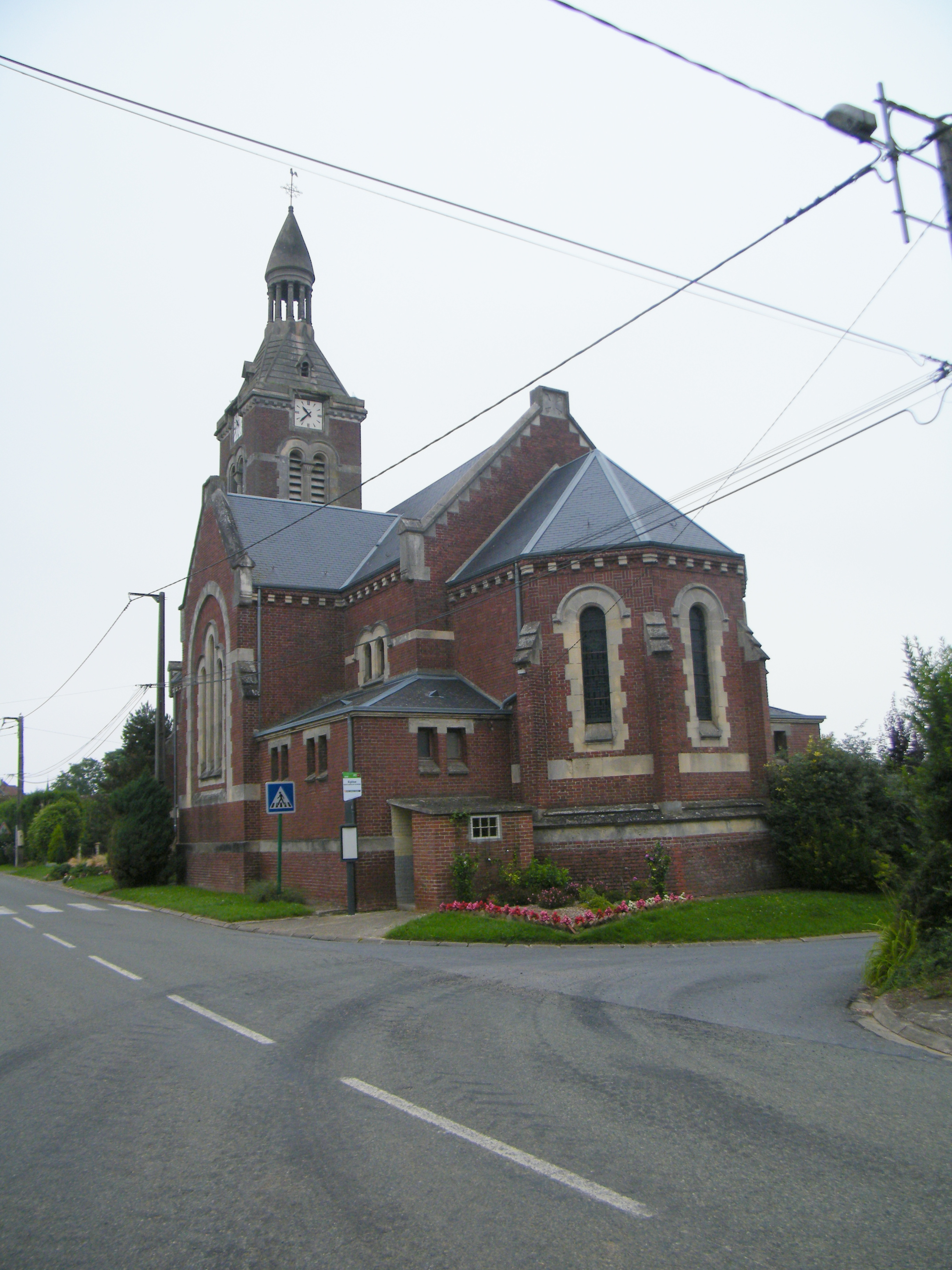

El 2007 la població en edat de treballar era de 129 persones, 94 eren actives i 35 eren inactives. De les 94 persones actives 87 estaven ocupades (46 homes i 41 dones) i 7 estaven aturades (4 homes i 3 dones). De les 35 persones inactives 11 estaven jubilades, 13 estaven estudiant i 11 estaven classificades com a «altres inactius».

### Ingressos
El 2009 a Montauban-de-Picardie hi havia 84 unitats fiscals que integraven 229,5 persones, la mediana anual d'ingressos fiscals per persona era de 16.397 €.

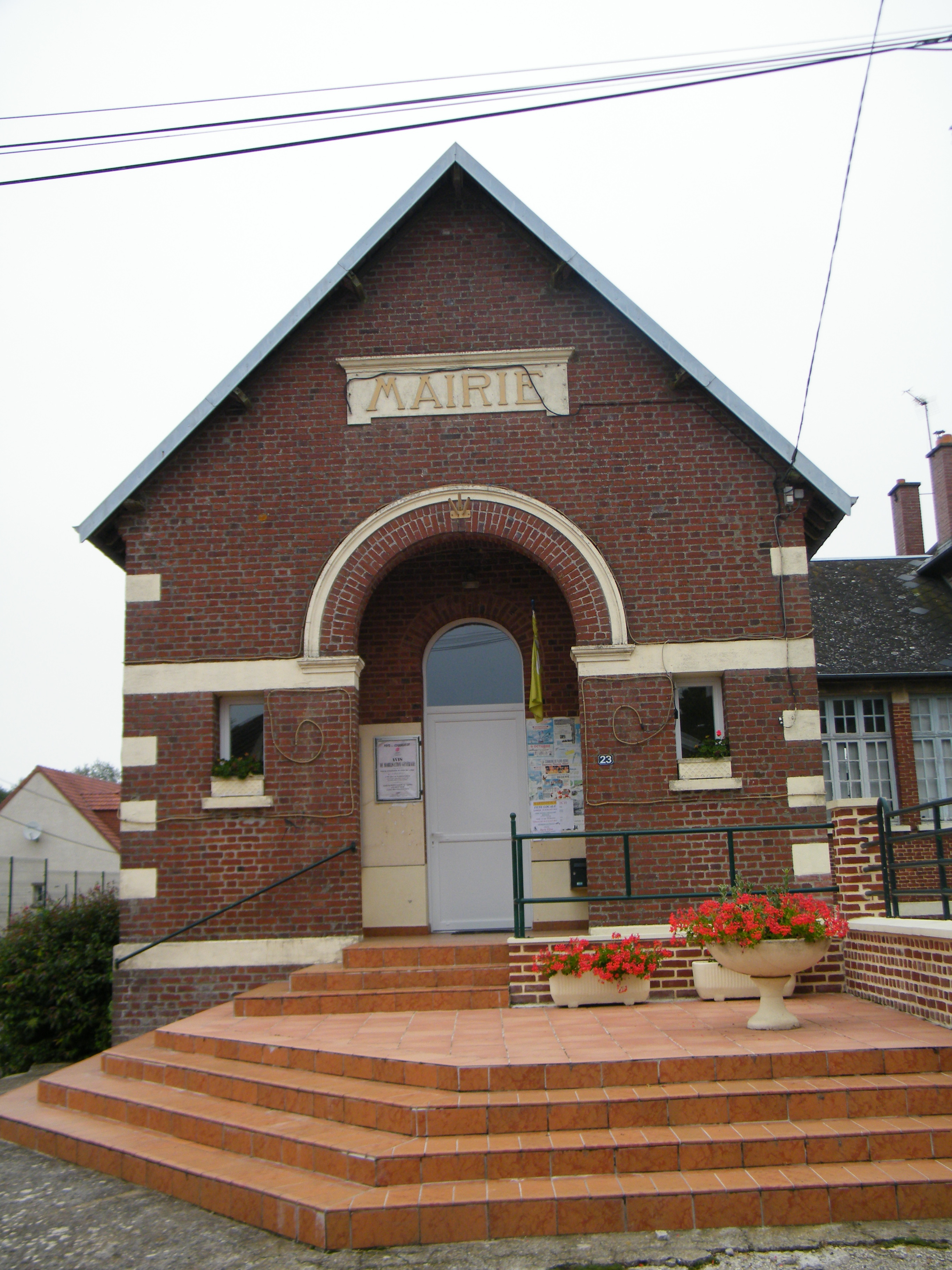

### Activitats econòmiques
Dels 5 establiments que hi havia el 2007, 2 eren d'empreses de construcció, 1 d'una empresa de transport, 1 d'una empresa d'hostatgeria i restauració i 1 d'una empresa de serveis.
Els 2 serveis als particulars que hi havia el 2009 eren lampisteries.
L'any 2000 a Montauban-de-Picardie hi havia 4 explotacions agrícoles.

## Poblacions més properes

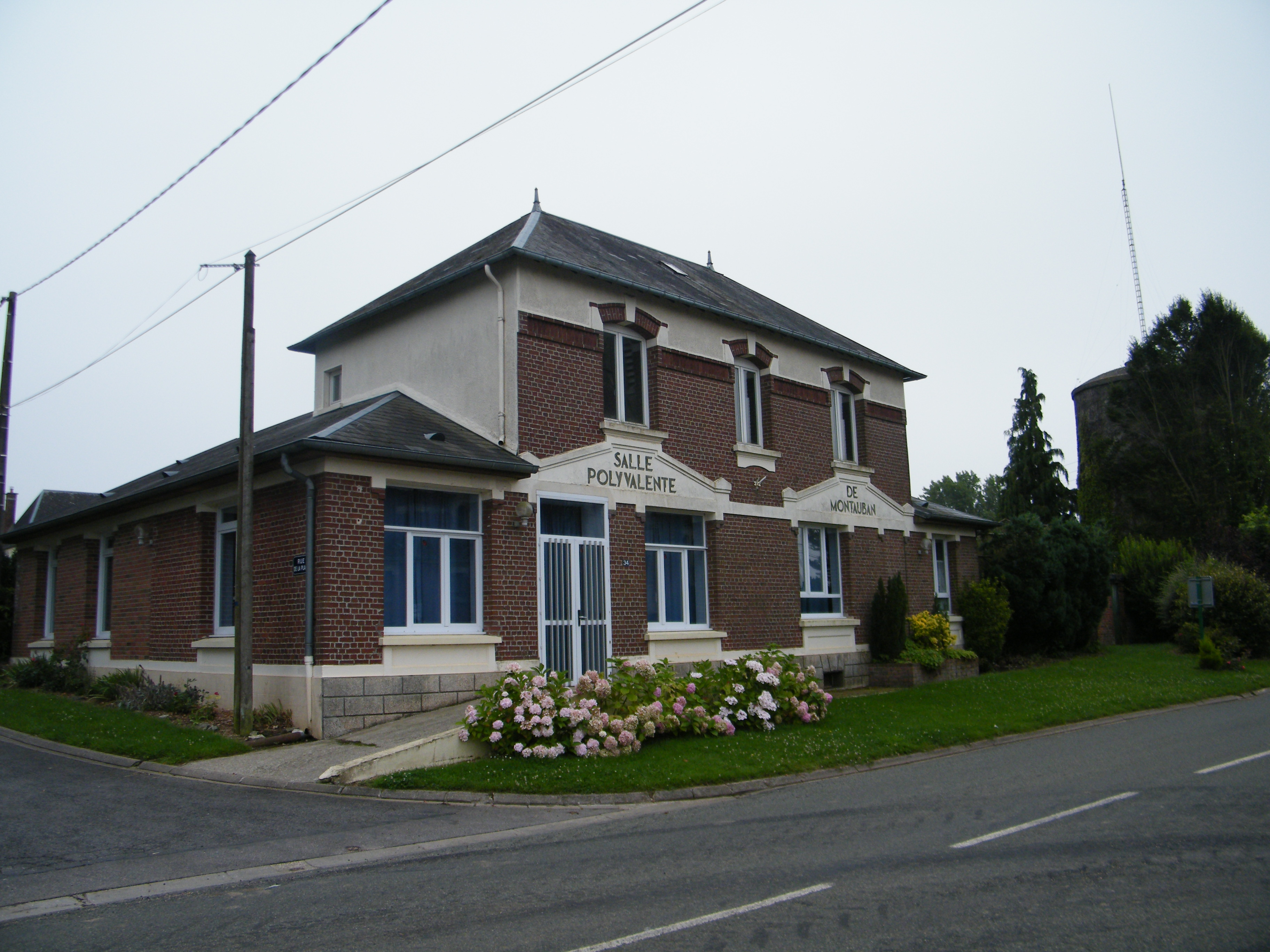

El següent diagrama mostra les poblacions més properes.